# Дети перемен
«Дети перемен» — российский телесериал в жанре криминальной драмы. Его действие происходит в 90-е – это время, когда «жизнь по понятиям» разделяла даже самых близких людей и брат был готов убить брата. Производители телесериала — кинокомпания «START Studio», «НМГ Студия» и канал «НТВ».
Премьера первого сезона состоялась на платформах Start и Wink 21 ноября 2024 года. Его показ на канале «НТВ» проходил с 3 по 6 марта 2025 года в 22:10.

## Сюжет
События разворачиваются в далёком 1995 году. У Флоры, водителя троллейбуса, трое сыновей от разных отцов, которые совсем не похожи друг на друга. Именно в то время появляются подпольные клубы, а на улицах идут смертельные разборки. Каждый из трёх братьев хранит свои тайны и заводит новых друзей. И в итоге эта семья начинает разрушаться...

## Актёры и роли
| Актёр              | Роль                                                              |
| ------------------ | ----------------------------------------------------------------- |
| Виктория Исакова   | Флора мать Петра, Юры и Руслана, водитель троллейбуса             |
| Слава Копейкин     | Пётр старший сын Флоры, брат Руслана и Юры, правая рука Михалыча  |
| Хетаг Хинчагов     | Руслан младший сын Флоры, брат Юры и Петра                        |
| Макар Хлебников    | Юра средний сын Флоры, брат Руслана и Петра                       |
| Тимофей Трибунцев  | Сергей Михалыч Жигалин криминальный авторитет                     |
| Кузьма Котрелёв    | Виктор Самохин милиционер, друг Юры                               |
| Сергей Гилев       | Генрих Павлович Булкин отец Юры                                   |
| Александр Яценко   | Валера певец, артист                                              |
| Артём Кошман       | Лев (Энштейн) друг Руслана                                        |
| Лев Зулькарнаев    | Родион друг Юры                                                   |
| Артём Быстров      | Сальников начальник УВД                                           |
| Денис Парамонов    | Липчук милиционер                                                 |
| Софья Лебедева     | Саша Лебедь девушка Юры                                           |
| Дарья Матвеева     | Анна (Умка) фотохудожница и девушка Виктора. Далее девушка Петра. |
| Руслан Братов      | Лаша бывший муж Флоры, отец Руслана, торговец на рынке            |
| Александр Матросов | Карась отец Петра, уголовник                                      |
| Филипп Дьячков     | Ряба бандит из группировки Михалыча                               |
| Андрей Максимов    | Борис музыкальный продюсер                                        |
| Анна Снаткина      | Марина мама Родиона                                               |
| Татьяна Орлова     | Надежда Марковна мать Сергея Михалыча                             |

## Список серий
| Сезон | Сезон | Серии | Период трансляции              |
| ----- | ----- | ----- | ------------------------------ |
|       | 1     | 8     | 21 ноября 2024 — 2 января 2025 |
|       | 2     | 8     | TBA                            |

| № серии | Описание серии | Премьера        |
| ------- | --- | --------------- |
| 1       | За окном 90-е, водителю троллейбуса Флоре удается заботиться о трех сыновьях от разных мужей. Семейный быт скуден, зато все сыты. Парни взрослеют, и у них появляются свои интересы, о которых мама не догадывается. Младший, Руслан, еще учится в школе. Старший, Петр, мечтает об оперной сцене, но на службе у криминального авторитета трудно заниматься вокалом. Средний, Юра, становится свидетелем убийства и сам чудом избегает смерти. Но это еще не повод прятаться от жизни.     | 21 ноября 2024  |
| 2       | Пока новые хозяева жизни спускают состояния в подпольных клубах, простым людям приходится крутиться, чтобы купить еды. У отца Руслана точка на рынке, а сам школьник торгует китайскими фенами вместо учебы. Даже Генрих, второй муж Флоры, месяцами ждущий зарплату, готов сделать первый шаг на ниве малого бизнеса. В городе пробиваются ростки честной коммерции, но это не по душе его криминальному королю Михалычу. И очень скоро авторитет преподаст Петру страшный урок.           | 21 ноября 2024  |
| 3       | Бывший следователь Виктор пытается скрыться, однако попадает на крючок людей более влиятельных, чем коррумпированные коллеги. Завод, которому Генрих отдал половину жизни, закрывается, в цеху, где собирали комбайны, теперь колотят гробы. Безработный инженер по привычке ищет утешение в алкоголе, Флора убеждена: его пора спасать. Слухи о воскресшем артисте Валере доходят до Михалыча. Петр готовится к неприятностям, но Карась предлагает сыну радикальное решение всех проблем. | 28 ноября 2024  |
| 4       | Флора берет спасение Генриха в свои руки и увозит бывшего мужа с дачи Марины. Есть ли шанс вывести инженера из запоя, когда его жизнь потеряла смысл? После нападения коллеги Виктор лежит в больнице, но оказывается, что слепота не помеха для настоящей романтики. После знакомства с Умкой бывший следователь принимает предложение об опасной работе. У Эйнштейна серьезные неприятности. Теперь, чтобы защитить друга, Руслану приходится просить Петю о помощи.                      | 5 декабря 2024  |
| 5       | Петр встает во главе преступной группировки. Все мысли начинающего криминального авторитета теперь заняты местью. Лаша и Генрих одновременно вспоминают о бывшей жене. Но нуждается ли Флора в их внимании? Светская беседа Юры и Родиона оборачивается серьезной ссорой, когда художник встает на защиту чести любимой девушки. Конфликт с другом заставляет библиотекаря искать утешения в поэзии.                                                                                        | 12 декабря 2024 |
| 6       | Юра тяжело переживает предательство и отказывается выходить из комнаты. Генрих делится с сыном житейской мудростью, которая оказывается совсем не нужна. Умка сердита на Виктора за то, что тот исчез на три дня, хотя никаких поводов для ревности она не давала. Петр идет к королю местной преступности, чтобы узнать, кто жаждет его смерти. Оказывается, еще не поздно отменить заказное убийство, но для этого старшему сыну Флоры придется навестить мертвеца.                       | 19 декабря 2024 |
| 7       | Юра смотрит кассету и торопится поскорее выполнить просьбу Виктора. Он везет компромат в Москву, хотя мама пытается удержать художника от поездки, опасаясь, что он попадет в беду. Умку покидает вдохновение и желание творить. Петр предлагает скорбящей девушке отвести душу и отомстить. Ну или просто поговорить и узнать друг друга поближе. Лаша возвращается в жизнь Флоры, и, кажется, на этот раз бывший муж настроен серьезно.                                                   | 26 декабря 2024 |
| 8       | Петя наслаждается каждой минутой, проведенной рядом с Умкой, стремительно теряя авторитет у банды. Обеспокоенные братки идут на поклон к единственному человеку, который способен повлиять на их босса. После произошедшей с Лашей трагедии во Флоре не остается внутреннего огня. И еще неизвестно, захочет ли убитая горем мать спасать старшего сына. В Руслане нет ничего, кроме ненависти. Ради мести Петру школьник готов на все.                                                     | 2 января 2025   |

## История создания
Съёмки первого сезона стартовали 26 июня 2024 года. Они прошли в Москве, Жуковском, Санкт-Петербурге, Владимире, а также в Протвино.
Слава Копейкин из «Слова пацана» снова появился в образе бандита, а его коллегой по цеху вновь стал Лев Зулькарнаев. Также в телесериале снялись Тимофей Трибунцев, Сергей Гилёв, Анна Снаткина, Александр Яценко, Андрей Максимов и другие актёры. Сценарий был написан всего за четыре месяца.
Съёмки завершились 8 августа 2024 года.
В сентябре 2024 года проект был представлен на фестивале онлайн-кинотеатров «Новый сезон». Предпремьерный показ состоялся в кинотеатре «Художественный» 18 ноября 2024 года.
Премьера двух первых серий первого сезона состоялась 21 ноября 2024 года в онлайн-кинотеатрах Start и Wink. Заключительная серия вышла 2 января 2025 года. Телевизионный показ первого сезона проходил с 3 по 6 марта 2025 года в 22:10 на канале «НТВ».
6 февраля 2025 года стало известно, что сериал продлили на второй сезон. Его съёмки начались 26 июня 2025 года.